# Veere (Kihelkonna)
Veere – wieś w Estonii, w prowincji Sarema, w gminie Kihelkonna.